# Fokker C.IX

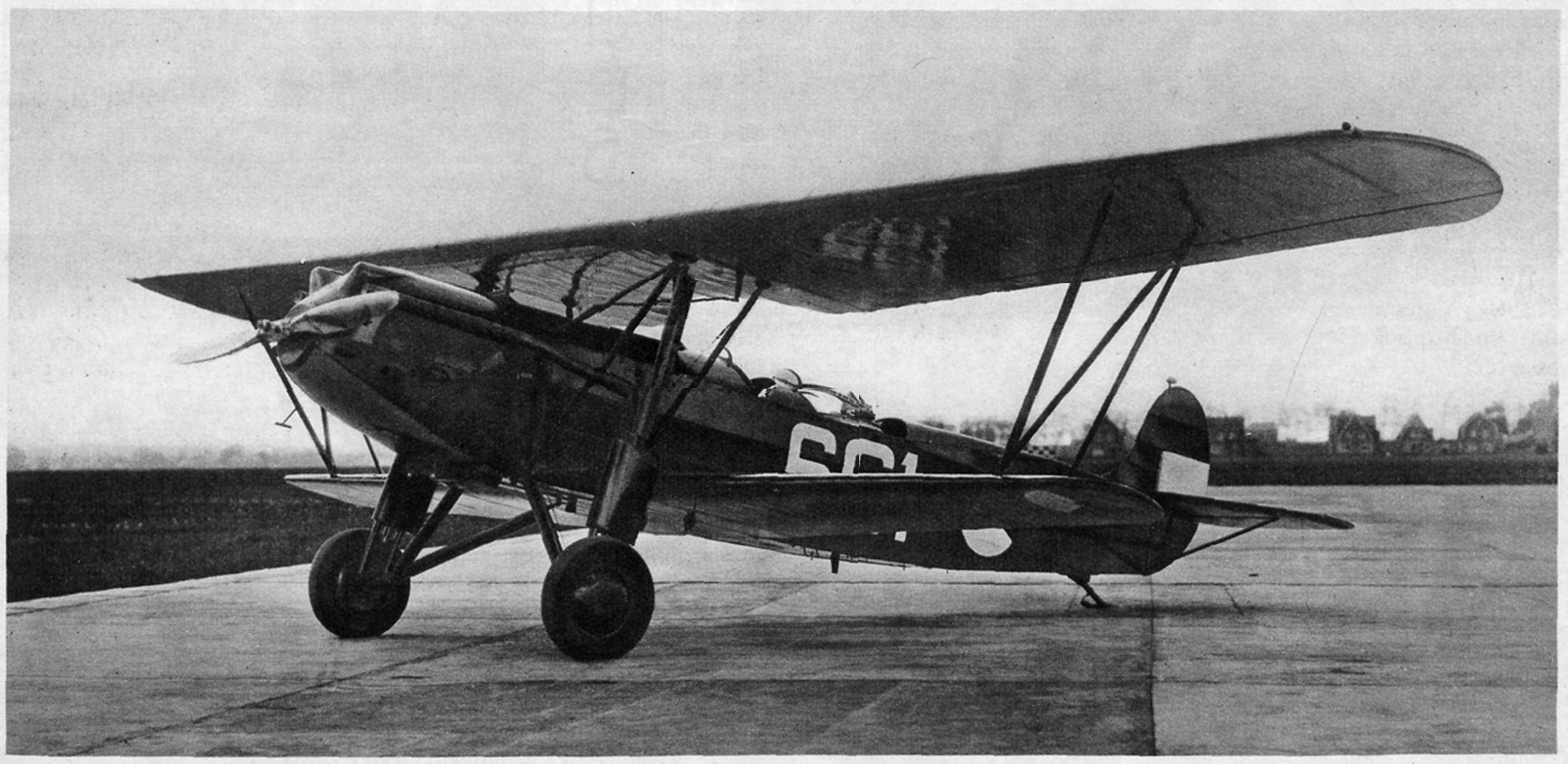
Fokker C. 9, een 2-persoons strategische Verkenner uitgerust met Hispano-Suiza-motor, 1931

De Fokker C-IX is een eenmotorige dubbeldekker-verkenner en dagbommenwerper.
Na het mislukken van de Fokker C.VIII bleef de behoefte bestaan aan een nieuwe strategische verkenner/dagbommenwerper. Deze zou geschikt moeten zijn voor twee bemanningsleden, dus zonder extra waarnemer. De C-IX werd ontwikkeld uit de Fokker C.V en leek daar dus erg op. Het toestel was iets zwaarder en er waren verschillende veranderingen aangebracht. Een benzinetank voor 390 liter bevond zich achter de motor, in de bovenvleugel zaten tanks voor 352 liter, dus 742 liter totaal. De C-IX was moeilijk te onderscheiden van de C-V. Het vleugeloppervlak en de vleugelvorm was bijna gelijk. De schokbrekers in het landingsgestel en het machinegeweer onder in de romp vormden op de grond een gemakkelijk herkenningspunt.
De L.V.A nam in 1931 slechts vijf C-IX's in dienst met de registratienummers 661 t/m 665. Deze bleven tot 10 mei 1940 zonder problemen in dienst, het laatste deel van hun operationele bestaan als doelsleper voor jachtvliegers, luchtschutters en luchtdoelartillerie. Er werden vier verdeeld over operationele bases en één ging er naar de voortgezette opleiding te Haamstede. Ze hebben niet aan de gevechtsacties deelgenomen. De 661 was bij Fokker in reparatie en viel in Duitse handen. De andere gingen in de meidagen verloren.
Een werd aan Zwitserland verkocht met registratie 301. Het heeft ook een tijdje gevlogen met de civiele registratie CH-176.

## Specificaties
- Type: Fokker C.IX
- Rol: Verkenner en bommenwerper
- Bemanning: 2
- Lengte: 9,93 m
- Spanwijdte: 15,3 m
- hoogte: 3,65 m
- Vleugeloppervlak: 39,3 M2
- Maximum gewicht: 2600 kg
- Nuttige lading: 900 kg
- Motor: Hispano Suiza, 650 pk
- Propeller: tweeblads
- In gebruik: 1931
- Aantal gebouwd: 6

Prestaties
- Maximumsnelheid: 235 km/u
- Vliegbereik: 1050 km
- Plafond: 5550 m

Bewapening
- Boordgeschut: 4 x machinegeweer
- Bommenracks: 2